# Вотикеево
Вотикеево (баш. Вотикеев) — село в составе городского округа город Уфа, находящееся в Новочеркасском сельсовете, подчинённом Орджоникидзевскому району городского округа город Уфа. Расположено на реке Черкассы. В подчинении города Уфы с 1992 года.

## Население
| 1920 | 1939 | 1959 | 1970 | 1979 | 1989 | 2002 |
| ---- | ---- | ---- | ---- | ---- | ---- | ---- |
| 1037 | ↘807 | ↘549 | ↘325 | ↘175 | ↗203 | ↗236 |
| 2010 |      |      |      |      |      |      |
| ↗286 |      |      |      |      |      |      |

В 2002 году в селе проживало 236 постоянных жителей (84 % русских).

## Улицы
В селе три улицы: Заречная, Клубная и Луговая.